# Guldfaxe
Guldfaxe är en glaciär i Grönland (Kungariket Danmark).   Den ligger i kommunen Sermersooq, i den södra delen av Grönland, 500 km öster om huvudstaden Nuuk. Guldfaxe ligger 618 meter över havet.
Terrängen runt Guldfaxe är bergig åt sydost, men åt nordväst är den kuperad. Guldfaxe ligger nere i en dal.  Trakten runt Guldfaxe är nära nog obefolkad, med mindre än två invånare per kvadratkilometer. Det finns inga samhällen i närheten. Trakten runt Guldfaxe är permanent täckt av is och snö.